# Thomas Umfraville († 1387)

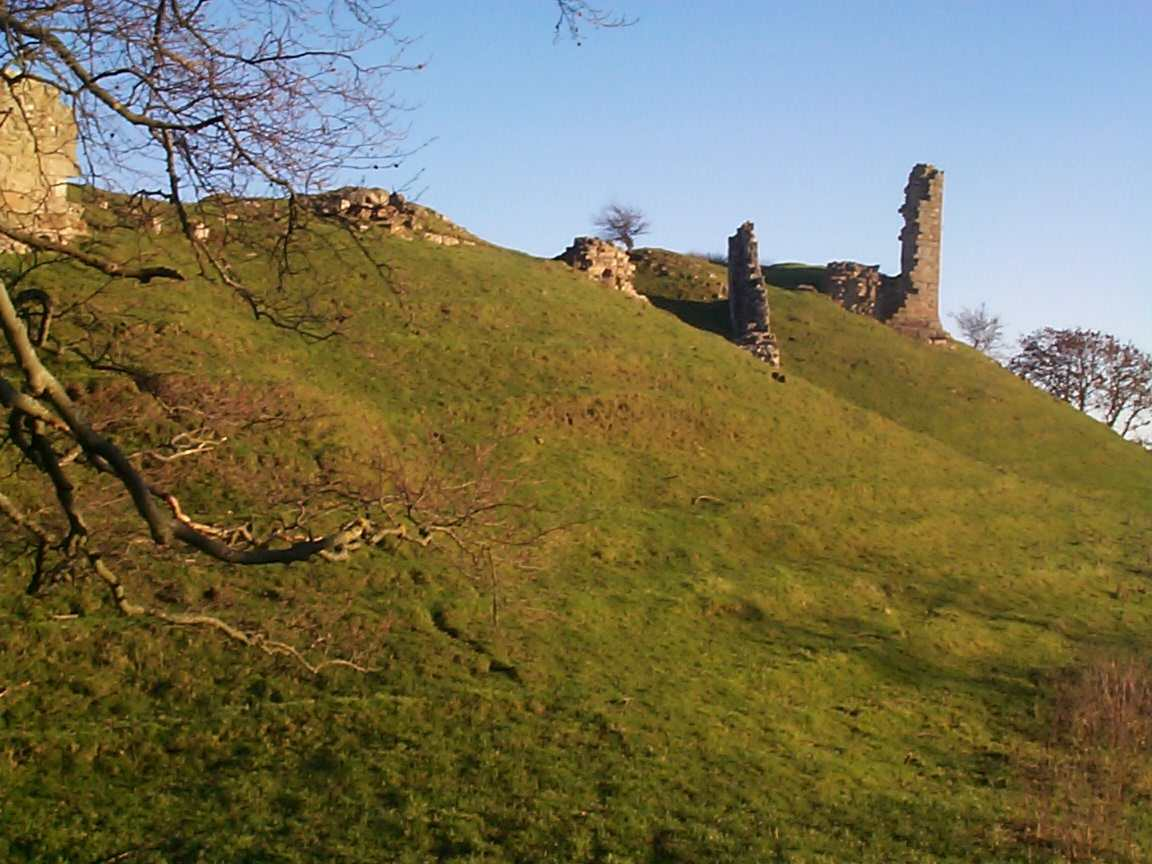
Die Ruine von Harbottle Castle, dem Sitz von Thomas Umfraville

Sir Thomas Umfraville (auch Umfreville) († 21. Mai 1387) war ein englischer Adliger.
Thomas Umfraville entstammte der Familie Umfraville. Er war der jüngste Sohn von Robert de Umfraville, 8. Earl of Angus und von dessen zweiten Frau Eleanor. 1375 setzte sein älterer Halbbruder Gilbert de Umfraville ihn und seinen älteren Bruder Robert gemeinsam als Erben seiner Besitzungen in Redesdale in Northumberland ein. Da Robert wenig später kinderlos starb, erbte Thomas nach dem Tod seines Halbbruders 1381 ganz Redesdale, Harbottle Castle sowie das Gut Otterburn. Die Einkünfte aus diesen Besitzungen reichten aber nicht aus, damit er ein standesgemäßes Leben als Kronvasall führen konnte, und er wurde auch nie als Baron zu einem Parlament geladen. Später konnte er offenbar noch die Ländereien der Baronie Kyme in Lincolnshire erwerben. Diese waren ein Erbe der ersten Frau seines Vaters, und gemäß der 1375 mit seinem Halbbruder geschlossenen Vereinbarung hatte er auf diese kein Anrecht.
Umfraville hatte Joan Roddam geheiratet, eine Tochter von Adam Roddam. Mit ihr hatte er zwei Söhne:
- Thomas Umfraville (um 1362–1391)
- Robert Umfraville (vor 1378–1437)

Sein Erbe wurde sein ältester Sohn Thomas, doch seine beiden Söhne stiegen beide gesellschaftlich auf. Thomas wurde als Knight of the Shire für Northumberland in das englische Parlament gewählt, während der jüngere Sohn Robert als erfolgreicher Militär in den Hosenbandorden aufgenommen wurde.